# Ækongen
Ækongen est une petite île du Svalbard située au sud d'Edgeøya. Elle fait partie de l'archipel des Kong Ludvigøyane. 
Le point culminant de l'île (18 m) n'est pas nommé.
Elle compte neuf rochers, tous situés au sud de l'île. Aucun ne porte de nom.
L'île fait partie de ce qui est appelé sur les cartes Russebuholmane. Il s'agit d'un ensemble comprenant trois rochers situés à l'ouest d'Ækongen et appelés Russeholmane, l'île d'Ækongen et les neuf rochers au sud de l'île.